# Sapojîne (Velîkîi Trosteaneț), Poltava
Sapojîne (în ucraineană Сапожине) este un sat în comuna Velîkîi Trosteaneț din raionul Poltava, regiunea Poltava, Ucraina.

## Demografie
Componența lingvistică a localității Sapojîne
     Ucraineană (95,29%)
     Rusă (4,71%)
Conform recensământului din 2001, majoritatea populației localității Sapojîne era vorbitoare de ucraineană (95,29%), existând în minoritate și vorbitori de rusă (4,71%).